# Hrabstwo Taylor (Floryda)
Taylor – hrabstwo w stanie Floryda, w USA. Z gęstością 7,9 os./km² należy do najsłabiej zaludnionych hrabstw Florydy. Jego siedzibą administracyjną jest Perry.
Powierzchnia hrabstwa to 3198 km² (w tym 492 km² stanowią wody). 

## Miejscowości
- Steinhatchee (CDP)
- Perry

## Sąsiednie hrabstwa
- Hrabstwo Jefferson – północny zachód
- Hrabstwo Madison – północ
- Hrabstwo Lafayette – wschód
- Hrabstwo Dixie – południowy wschód

## Demografia
Według spisu z 2020 roku liczy 21,8 tys. mieszkańców, co oznacza spadek o 3,4% w porównaniu z poprzednim spisem z roku 2010. Według danych pięcioletnich z 2022 roku 77,2% to biali (73,6% nie licząc Latynosów), 18,6% czarnoskórzy Amerykanie lub Afroamerykanie, 2,3% miało rasę mieszaną, 1% to rdzenna ludność Ameryki i 0,9% Azjaci. Latynosi stanowili 4,2% populacji hrabstwa.

## Polityka
Hrabstwo jest silnie republikańskie, gdzie w wyborach prezydenckich w 2020 roku, 76,5% głosów otrzymał Donald Trump i 22,7% przypadło dla Joe Bidena. 